# 贞山
23°19′01″N 112°39′49″E / 23.3169°N 112.6635°E
貞山，位于中华人民共和国广东省四会市城区西南，高649米，是当地的一个旅游景点。

## 沿革
唐朝之前，贞山为广正山，因有氏贞女在此升仙而改名为贞山，其与文氏贞仙传说有关。之后当地政府修建风景区，建造牌坊、天音塔等景点。